# Бичвуд (Охајо)
Бичвуд (енгл. Beachwood) град је у америчкој савезној држави Охајо.

## Демографија
По попису из 2010. године број становника је 11.953, што је 233 (-1,9%) становника мање него 2000. године.
| Група             | 2000.          | 2010.         |
| Белци             | 10.469 (85,9%) | 9.065 (75,8%) |
| Афроамериканци    | 1.106 (9,1%)   | 1.635 (13,7%) |
| Азијати           | 391 (3,2%)     | 886 (7,4%)    |
| Хиспаноамериканци | 95 (0,8%)      | 229 (1,9%)    |
| Укупно            | 12.186         | 11.953        |